# Alvarado (Texas)
Pour les articles homonymes, voir Alvarado.
Alvarado est une municipalité américaine du comté de Johnson, au Texas. Au recensement de 2010, Alvarado comptait 4 289 habitants.